# اوتیس ویلیامز
اوتیس ویلیامز (انگلیسی: Otis Williams؛ زادهٔ ۳۰ اکتبر ۱۹۴۱) خوانندهٔ باریتون اهل ایالات متحده آمریکا ملقب به بابابزرگ (Big Daddy) است. او از سال ۱۹۵۸ میلادی تاکنون مشغول فعالیت بوده و بیشتر به عنوان یکی از پایه‌گذاران و تها عضو اصلی باقی‌ماندهٔ گروه موسیقی آوازی تمپتیشنز شناخته می‌شود.